# ディス・イズ・イット: ザ・ヴェリー・ベスト・オブ
『ディス・イズ・イット: ザ・ヴェリー・ベスト・オブ』（This Is It: The Very Best Of）は、2013年にリリースされたダニー・ミノーグのベスト・アルバム。オーストラリアでの発売元はワーナーミュージック・オーストラリア。
配信ではCDより収録曲が3曲増えており、イギリスでの配信版は更に「ラヴズ・オン・エヴリ・コーナー」の未発表ミックスが追加収録された。

## 収録曲
| #   | タイトル                                       | 作詞 | 作曲・編曲 |
| --- | ---------------------------------------------- | ---- | ---------- |
| 1.  | 「ラヴ&キッス」                                |      |            |
| 2.  | 「サクセス」                                   |      |            |
| 3.  | 「ジャンプ・トゥ・ザ・ビート」                 |      |            |
| 4.  | 「ベイビー・ラヴ」                             |      |            |
| 5.  | 「胸にジンジン」                               |      |            |
| 6.  | 「ショウ・ユー・ザ・ウェイ・トゥ・ゴー」       |      |            |
| 7.  | 「ラヴズ・オン・エヴリ・コーナー」             |      |            |
| 8.  | 「ディス・イズ・イット」                       |      |            |
| 9.  | 「ディス・イズ・ザ・ウェイ」                   |      |            |
| 10. | 「ゲット・イントゥ・ユー」                     |      |            |
| 11. | 「オール・アイ・ワナ・ドゥ」                   |      |            |
| 12. | 「エヴリシング・アイ・ウォンテッド」           |      |            |
| 13. | 「ディスリメンブランス」                       |      |            |
| 14. | 「ココナッツ」                                 |      |            |
| 15. | 「フー・ドゥ・ユー・ラヴ・ナウ」               |      |            |
| 16. | 「プット・ザ・ニードル・オン・イット」         |      |            |
| 17. | 「アイ・ビギン・トゥ・ワンダー」               |      |            |
| 18. | 「ドント・ウォナ・ルーズ・ディス・グルーヴ」   |      |            |
| 19. | 「ユー・ウォント・フォゲット・アバウト・ミー」 |      |            |
| 20. | 「パーフェクション」                           |      |            |
| 21. | 「ソー・アンダー・プレッシャー」               |      |            |
| 22. | 「ヒーズ・ザ・グレイテスト・ダンサー」         |      |            |
| 23. | 「タッチ・ミー・ライク・ザット」               |      |            |
| 24. | 「ザ・ウィナー (duet with カイリー・ミノーグ」 |      |            |
| 25. | 「コズ・ユア・ビューティフル」                 |      |            |